# Journal of Asthma
Das Journal of Asthma, abgekürzt J. Asthma, ist eine wissenschaftliche Fachzeitschrift, die vom Taylor & Francis-Verlag im Auftrag der japanischen Gesellschaft für Allergologie veröffentlicht wird. Die Zeitschrift wurde im Jahr 1963 unter dem Namen Journal of Asthma Research gegründet und verkürzte den Namen 1981 auf Journal of Asthma. Sie erscheint mit zehn Ausgaben im Jahr. Es werden Arbeiten veröffentlicht, die sich mit der Entstehung, der Diagnose und der Behandlung von Asthma beschäftigen.
Der Impact Factor lag im Jahr 2014 bei 1,802. Nach der Statistik des ISI Web of Knowledge wird das Journal mit diesem Impact Factor in der Kategorie Allergologie an 17. Stelle von 24 Zeitschriften und in der Kategorie Atemwegssystem an 42. Stelle von 58 Zeitschriften geführt.